# Chlorocypha luminosa
Chlorocypha luminosa (лат.) — вид стрекоз из семейства Chlorocyphidae. Африка: Гана; Либерия; Гвинейская Республика; Сьерра-Леоне; Того. Рассматривается МСОП в статусе Вызывающие наименьшие опасения.

## Описание
Среднего размера стрекозы с оранжевым брюшком. Места обитания это в основном ручьи, но также и реки, затененные лесом, но возможно и на открытых участках леса. Возможно, часто с погруженными в воду корнями, мертвыми стволами или ветвями и/или грубым детритом. От 100 до 800 м над уровнем моря, но в основном ниже 600 м.